# دیلمان (گوشه موسیقی)
دیلمان نام یک گوشه در ردیف موسیقی ایرانی است که در آواز دشتی به کار گرفته می‌شود. نام این گوشه به منطقهٔ دیلمان در شمال ایران اشاره دارد. دیلمان از ابتدا جزو آواز دشتی نبوده و بعداً به آن افزوده شده‌است. این گوشه در اوج آواز دشتی اجرا می‌شود.

## تاریخچه
گوشهٔ دیلمان در موسیقی منطقهٔ گیلان رایج بوده‌است. در ردیف موسیقی ایرانی این گوشه اصالتاً جزئی از آواز دشتی (که ریشه در منطقهٔ دشتستان در جنوب ایران دارد) نبوده و برای نمونه در ردیف میرزاعبدالله و ردیف آقاحسینقلی نامی از آن برده نشده‌است. افزودن این گوشه به ردیف آواز دشتی توسط ابوالحسن صبا انجام شد و بعداً در ردیف آوازی عبدالله دوامی نیز (به نقل از محمود کریمی جزو آواز دشتی قرار گرفت.
از غلامحسین بنان به عنوان یکی از کسانی که گوشهٔ دیلمان را شناساند و متداول کرد نام برده شده‌است.

## تحلیل ردیف
گوشهٔ دیلمان در اوج آواز دشتی اجرا می‌شود و روی درجات هفتم و هشتم شور متمرکز است و نهایتاً به درجهٔ پنجم شور (نت شاهد دشتی) فرود می‌آید.
به گفتهٔ فرهاد فخرالدینی گوشهٔ دیلمان را گاهی با کمک الگوی مشخص آن می‌توان شناسایی کرد که شامل شش نیم‌جمله (مطابق با شش مصراع شعر) است که به ترتیب روی درجهٔ پنجم، چهارم، هشتم، پنجم، چهارم و یکم شور ایست می‌کنند.
به گفتهٔ فریدون پوررضا، در گیلان خود دیلمان را شامل چهارگوشه می‌دانند که یکی از آن‌ها «رِهِنه» نام دارد و از آن در اجرای تعزیه‌هایی به زبان گیلکی استفاده می‌شود.

## نمونه
از نمونه‌های گوشهٔ دیلمان می‌توان به موسیقی تیتراژ مجموعه تلویزیونی پس از باران با صدای فریدون پوررضا اشاره کرد.